# Tăblițele de la Vindolanda
Tăblițele de la Vindolanda sunt scrisori descoperite în fortul roman de la Vindolanda, din nordul Britanniei, care oferă detalii importante despre viața soldaților romani din această provincie a Imperiului Roman. Primele fragmente ale acestor scrisori au fost descoperite în anul 1973. Cele mai multe Cele mai multe tăblițe sunt documente militare oficiale referitoare la unitățile auxiliare staționate în fort.